# Bekka Bramlett
Rebekka Ruth Lazone "Bekka" Bramlett, född 19 april 1968 i Westwood i Kalifornien, är en amerikansk sångerska. 
Hon är dotter till Delaney & Bonnie Bramlett, som på 70-talet hade gruppen Delaney & Bonnie. 
Bramlett var under en tid på 1990-talet medlem i Fleetwood Mac och medverkar på deras skiva Time (1995). Tillsammans med Billy Burnette som också var medlem i Fleetwood Mac vid samma tid, spelade hon in countryskivan Bekka & Billy (1997). Numera arbetar hon som bakgrundssångerska och har bland annat sjungit en duett med Vince Gill. 
Hennes musik förekommer bland annat i filmerna Vertical Limit och America's Sweethearts.